# Henry Lowther
Henry Lowther (1694 - 7 mars 1751) est un homme politique anglais. 

## Biographie
Il est le fils de John Lowther (1er vicomte Lonsdale) et de Katherine Thynne. Il devient vicomte en 1713, à la mort de son frère aîné, Richard Lowther, deuxième vicomte de Lonsdale. Lors du Rébellion jacobite de 1715, le comte de Carlumber et le Lord Lieutenant du Cumberland rassemblent les milices de Cumberland et de Westmorland au Beacon Fell de Penrith, mais l'armée citoyenne se désintègre à l'approche des troupes du comte de Derwentwater. Lonsdale trouve vingt de ses serviteurs parmi les seules personnes qui lui sont fidèles et est contraint de se retirer au Château d'Appleby .
Sa conduite courageuse, mais futile, gagne l'admiration. Il est nommé lord de la chambre de George Ier le 19 juillet 1717. Il occupe ce poste pendant dix ans, même s'il préfère de loin la vie à la campagne à celle de Londres. Il est nommé au Conseil privé et Connétable de la Tour de Londres en 1726, mais il démissionne de la gendarmerie en 1731, également en raison de son désir de vivre à la campagne. Il est Lord du Sceau privé de 1733 à 1735. Durant cette période, Lowther Hall est gravement endommagé par un incendie en 1718 et il y passe peu de temps. En 1720, lors de l’effondrement de la Compagnie de la mer du Sud, il aurait peut-être perdu jusqu’à 30 000 £, aggravant ainsi l’état d’un domaine déjà affaibli par ses jeux de cartes. Il dépense également des sommes importantes pour sécuriser les droits de propriété de Appleby, mettant ainsi le quartier sous le contrôle de la famille. 
Nommé Lord Lieutenant du Cumberland et de Westmorland en 1738, il est, de ce fait, responsable de la défense de ces comtés lors du soulèvement de 1745. Cependant, il reste chez sa sœur Elizabeth à Byram (Yorkshire) pendant cette période, Lowther Hall étant inhabitable en raison de modifications, et laisse les affaires militaires en grande partie entre les mains de Sir George Fleming, évêque de Carlisle. Il meurt à Byram le 7 mars 1751 et est enterré le 18 mars à Lowther Hall. La vicomté s'est éteinte à sa mort; son titre de baronnet et ses domaines sont allés à son cousin germain, James .